# Yaakov Greenvurcel
Yaakov Greenvurcel (hebr. ‏יעקב גרינוורצל‎) (ur. 1952 w Polsce) – izraelski artysta plastyk pochodzący z Polski.

## Życiorys
Urodził się jako Jakub Grinwurcel w rodzinie polskich Żydów, którzy w 1957 wyemigrowali do Izraela. W latach 1976–1980 studiował w Akademii Sztuk Pięknych i Wzornictwa Besaleela, w 1980 za pracę Ever-Changing Menorah otrzymał Rumi Shapira Prize. W 1988 otrzymał w Stanach Zjednoczonych nagrodę Art-Quest Competition, w 1996 za pracę stworzoną z okazji trzytysięcznej rocznicy powstania Jerozolimy stworzył pracę Torah Crown nagrodzoną w International Judaica Design Competition. Yaakov Greenvurcel posiada studio w Hutzot-Hayotzer w Jerozolimie, projektuje żydowskie przedmioty obrzędowe w nowoczesnym stylu, swoje modernistyczne prace realizuje w srebrze, są to m.in. kielich kiduszowy, misa do obmywania rąk przed posiłkiem, świeczniki chanukowe, mezuzy.
Jego prace znajdują się w wielu kolekcjach prywatnych i publicznych w Izraelu i na świecie, m.in. w Muzeum Żydowskim w Nowym Jorku, Muzeum Historii Żydów w Amsterdamie, Muzeum Żydowskim w Berlinie, Muzeum Żydowskim w Wiedniu, Ha'aretz Museum w Tel-Avivie, Maurice Spertus Museum w Chicago i wielu innych.